# 1919 en arts plastiques
| Années des arts plastiques : 1916 - 1917 - 1918 - 1919 - 1920 - 1921 - 1922    |
| Décennies des arts plastiques : 1880 - 1890 - 1900 - 1910 - 1920 - 1930 - 1940 |

Cette page concerne l'année 1919 en arts plastiques.

## Événements
- 1er octobre : inauguration du Bauhaus à Weimar.
- 15 octobre : Andry-Farcy est nommé conservateur du musée de Grenoble ; il enrichit dès 1920 la collection d'art moderne, en faisant le premier musée d'art moderne en France.
- 19 octobre : inauguration du musée des beaux-arts de Caracas.

## Œuvres
- Gazés de John Singer Sargent
- L.H.O.O.Q. de Marcel Duchamp

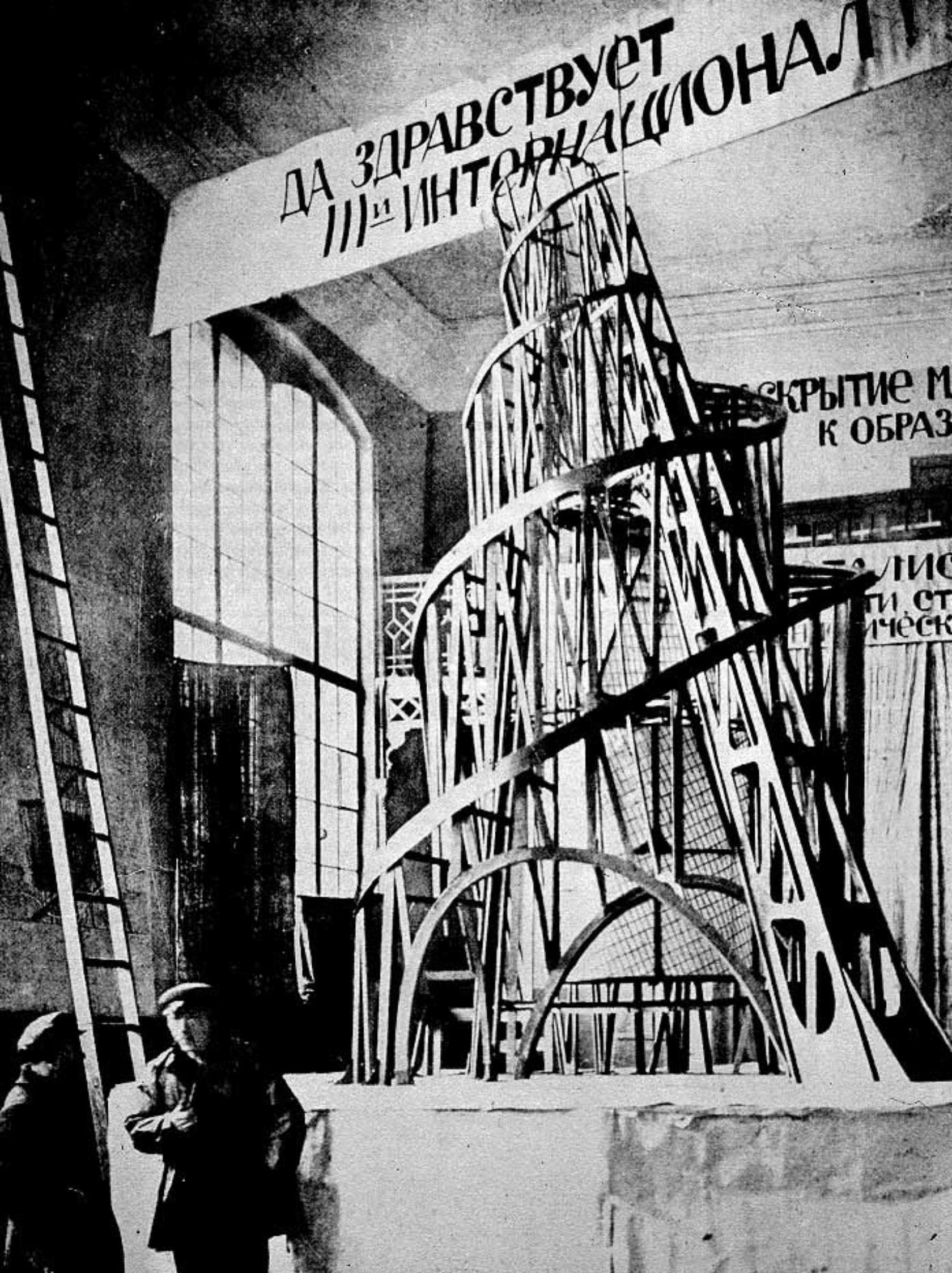
La maquette (1919-1920) du Monument à la Troisième-Internationale de Vladimir Tatline.

- Maguette (1919-1920) du Monument à la Troisième-Internationale de Vladimir Tatline.

## Naissances
- 16 janvier : Andrea Cascella, peintre, sculpteur et céramiste italien († 27 août 1990),
- 17 janvier : Hervé Masson, peintre, poète et journaliste, franc-maçon et martiniste mauricien († 13 mai 1990),
- 24 janvier : William Nelson Copley, peintre et collectionneur d'art américain († 7 mai 1996),
- 13 février : Karl Plattner, peintre italien († 8 décembre 1986),
- 23 février : Hanna Ben-Dov, peintre israélienne († 3 mars 2009),
- 26 février : Anne Yeats, peintre, costumière et scénographe irlandaise († 4 juillet 2001),
- 1er mars : Louis Boekhout, peintre  québécois canadien d'origine néerlandaise († 9 janvier 2012),
- 9 mars : Widayat, peintre indonésien († 22 juin 2002),
- 25 mars : Joan Ainaud de Lasarte, historien de l'art et critique d'art espagnol († 5 novembre 1995),
- 26 mars : Jack Chambrin, peintre, graveur sur bois et lithographe français († 11 juillet 1983),
- 3 avril : René Duvillier, peintre français († 5 septembre 2002),
- 17 avril : Boža Ilić, peintre serbe puis yougoslave († 15 juillet 1993),
- 24 avril :
  - César Manrique, peintre, sculpteur et architecte espagnol († 25 septembre 1992),
  - Jean Signovert, peintre, dessinateur et graveur français († 6 avril 1981),
- 26 avril : 
  - Manuel Zorrilla, peintre, sculpteur et dessinateur argentin,
  - Louis Mazot, peintre français († 3 janvier 1994),
- 28 avril : Antonio Frasconi, graveur et illustrateur uruguayen († 8 janvier 2013),
- 29 avril : Claude Le Baube, peintre et illustrateur français († 31 décembre 2007),
- 14 mai : Paul Aïzpiri, peintre et lithographe français († 22 janvier 2016),
- 20 mai : Bernard Cathelin, peintre, lithographe et illustrateur français († 17 avril 2004),
- 24 mai : Paul Rambié, peintre français († 24 octobre 2020),
- 25 mai : Jean Joyet, peintre, graveur, lithographe et sculpteur français de l'École de Paris († 12 avril 1994),
- 2 juin : Maurice Verdier, peintre et lithographe français († 27 janvier 2003),
- 8 juin : Georges Lambert, peintre, graveur et illustrateur français († 10 mai 1998),
- 18 juin : Marc Hénard, peintre, sculpteur, mosaïste, verrier, architecte et céramiste français († 19 mai 1992),
- 2 juillet : Gérard de Palézieux, peintre et graveur suisse († 21 juillet 2012),
- 11 juillet : Marcel Depré, peintre français († 9 octobre 1990),
- 12 juillet : Jan Sanders, peintre néerlandais († 21 décembre 2000),
- 31 juillet : Maurice Boitel, peintre français de l'école de Paris († 11 août 2007),
- 1er août : Colin McCahon, peintre néo-zélandais († 27 mai 1987),
- 5 août : Eric Smith, peintre australien († 20 février 2017),
- 9 août : Emilio Vedova, peintre et graveur italien († 25 octobre 2006),
- 15 août : Ota Janeček, peintre, sculpteur et graphiste tchécoslovaque puis tchèque († 1er juillet 1996),
- 22 août : Mario Abreu, peintre vénézuélien († 20 février 1993),
- 28 août : Jabra Ibrahim Jabra, romancier, poète, critique, dramaturge, mémorialiste et peintre arabe palestinien († 12 décembre 1994),
- 31 août : Michel Ciry, peintre et graveur français († 26 décembre 2018),
- 22 septembre : Edgars Vinters, peintre paysagiste letton († 29 avril 2014),
- 23 septembre : Magdaléna Štrompachová, peintre et restauratrice magyaro-tchéscolovaque († 17 novembre 1988),
- 29 septembre : Vladimir Vasicek, peintre tchécoslovaque puis tchèque († 29 août 2003),
- 4 octobre : Jan Groenestein, sculpteur, designer, peintre, pastelliste, aquarelliste, lithographe et aquafortiste néerlandais († 27 novembre 1971),
- 22 octobre : Vincent Hložník, peintre, graphiste, illustrateur, sculpteur et enseignant tchécoslovaque puis slovaque († 10 décembre 1997),
- 31 octobre : Georges Visconti, peintre suisse († 30 décembre 2019),
- 3 novembre : Youla Chapoval, peintre soviétique puis français († 19 décembre 1951),
- 10 novembre : Josef Honys, poète et peintre tchécoslovaque († 24 juin 1969),
- 11 novembre : Jef Friboulet, peintre, lithographe et sculpteur français († 13 mai 2003),
- 16 novembre : Robert Wogensky, peintre et graveur français († 22 mars 2019),
- 21 novembre : Abel Leblanc, peintre, sculpteur, chansonnier et poète français († 11 août 2019),
- 24 novembre : Georges Visconti, peintre et graveur suisse et français († 30 décembre 2019),
- 9 décembre : Manuel Jiménez Ramírez, tailleur, sculpteur et peintre mexicain († 4 mars 2005),
- 24 décembre : Pierre Soulages, peintre et graveur français († 26 octobre 2022),
- 25 décembre : Nguyễn Sỹ Ngọc, peintre vietnamien († 6 avril 1990),
- ? :
  - Daniel du Janerand, peintre français († 1990),
  - Shen Roujian, peintre et graveur chinois († 1998).

## Décès
- 8  janvier : Joaquín Agrasot, peintre espagnol (° 24 décembre 1836),
- 19 janvier : Sándor Wagner, peintre hongrois (° 16 avril 1838),
- 22 janvier : Carl Larsson, dessinateur, illustrateur, peintre et aquarelliste suédois (° 28 mai 1853),
- 26 janvier :
  - Byam Shaw, peintre, illustrateur et enseignant britannique (° 13 novembre 1872),
  - Yamashita Rin, peintre d'icônes pour l'église orthodoxe du Japon (° 16 juin 1857),
- 27 janvier :
  - Léon Delachaux, peintre franco-suisse naturalisé américain (° 30 juillet 1850),
  - Ferdinand d'Huart, peintre luxembourgeois (° 14 mars 1858),
- 29 janvier : Richard Bergh, peintre suédois (° 28 décembre 1858),
- 31 janvier : Narcisse Rabier, peintre français (° 1er mars 1829),
- 16 février : Joseph Rulot, sculpteur belge (° 29 janvier 1853),
- 17 février : Raymond Tournon (père), peintre, illustrateur et affichiste français (° 7 mai 1870),
- 24 février : Arthur Calame, peintre et graveur suisse (° 7 octobre 1843),
- 28 février : Enrico Cavalli, peintre postimpressionniste italien (° 8 novembre 1849),
- 4 mars : Georges Cain, peintre français (° 16 avril 1853),
- 7 mars : Maria Dulębianka, peintre, journaliste et écrivaine polonaise (° 21 octobre 1861),
- 8 mars : Alexis Mérodack-Jeaneau, peintre et sculpteur français (° 1er décembre 1873),
- 1er avril : Charles Milcendeau, peintre français (° 18 juillet 1872),
- 13 avril : Franc-Lamy, peintre et graveur français (° 12 mai 1855),
- 20 avril : Theo von Brockhusen, peintre, dessinateur et graveur allemand (° 16 juillet 1882),
- 23 mai : Gyula Aggházy, peintre de genre hongrois et professeur de l'École des Beaux-Arts de Budapest (° 20 mars 1850),
- 26 mai : Charles Herbert, peintre et photographe français (° 22 mai 1829),
- 28 mai : Henri Rondel,  peintre français (° 2 février 1857),
- 3 juin : Alfred Diethe, peintre allemand (° 13 février 1836),
- 9 juin : Henri Boutet, dessinateur et graveur français (° 25 mai 1851),
- 14 juin : Oleksandr Mourachko, peintre et professeur russe (° 7 septembre 1875),
- 20 juin : Tivadar Kosztka Csontváry, peintre expressionniste hongrois (° 5 juillet 1853),
- 21 juin : Cesare Tallone, peintre italien (° 11 août 1853),
- 22 juin : Dominique Lang, peintre luxembourgeois (° 15 avril 1874),
- 30 juin : Léon-Louis Chapon, graveur français (° 5 mars 1836),
- 7 août :
  - Cesare Maccari, peintre et aquafortiste italien (° 9 mai 1840),
  - François Rivoire, peintre français (° 16 avril 1842),
- 2 septembre : Georges Clairin, peintre et illustrateur français (° 11 septembre 1843),
- 10 octobre : Emmanuel Bocher, officier, auteur et peintre français (° 10 janvier 1835),
- 27 octobre : Alfred Roll, peintre français (° 1er mars 1846),
- 7 novembre : Angelo Morbelli, peintre divisionniste italien (° 18 juillet 1853),
- 11 novembre : Pavel Tchistiakov, peintre et professeur russe (° 5 juillet 1832),
- 13 novembre : Jacques Martin, peintre français (° 11 novembre 1844),
- 14 novembre : Jean-Baptiste Brunel, peintre français (° 3 octobre 1844),
- 3 décembre : Pierre-Auguste Renoir, peintre français (° 25 février 1841),
- ? :
  - Jacques Berger, peintre et dessinateur sur tissu français (° 22 novembre 1834),
  - Henri Carot, peintre verrier français (° 25 octobre 1850),
  - Jean-Baptiste Georges Gassies, peintre et aquarelliste français (° 1829),
  - Émile Vernon, peintre français (° 1872).